# Zudausques

Zudausques este o comună în departamentul Pas-de-Calais, Franța. În 2009 avea o populație de 812 de locuitori.